# صموئيل مورينو روخاس
صموئيل مورينو روخاس (بالإسبانية: Samuel Moreno)‏ هو محامي وسياسي كولومبي، ولد في 11 فبراير 1960 في ميامي في الولايات المتحدة. حزبياً، نشط في الاتحاد الشعبي الوطني ‏. وقد انتخب عمدة بوغوتا ‏ وانتخب عضو مجلس الشيوخ في كولومبيا.